# Joseph Berchtold
Pour les articles homonymes, voir Berchtold.
Joseph Berchtold, né le 6 mars 1897 et mort le 23 août 1962, était un vétéran de la Première Guerre mondiale, membre du Parti national-socialiste des travailleurs allemands depuis 1920, il joue un rôle important au sein de la Stosstrupp Adolf Hitler et participe activement au putsch de 1923, ce qui le conduit en exil en Autriche. Amnistié, il rentre en Allemagne pour intégrer la Schutzstaffel (SS), avant d'en devenir le premier Reichsführer-SS en 1926, ce titre devant être également attribué à son prédécesseur Julius Schreck mais à postériori. Démissionnaire en 1927, il est remplacé par Erhard Heiden.